# غريس كرولي
غريس كرولي (بالإنجليزية: Grace Crowley)‏ هي فنانة ورسامة أسترالية، ولدت في 28 مايو 1890 في نيوساوث ويلز في أستراليا، وتوفيت في 21 أبريل 1979 في Manly, New South Wales ‏ في أستراليا.